# Слашома
Слашома (рум. Slașoma) — село у повіті Мехедінць в Румунії. Входить до складу комуни Педіна-Маре.
Село розташоване на відстані 242 км на захід від Бухареста, 39 км на південний схід від Дробета-Турну-Северина, 61 км на захід від Крайови.

## Населення
За даними перепису населення 2002 року у селі проживали 604 особи, з них 603 особи (99,8%) румунів. Рідною мовою 603 особи (99,8%) назвали румунську.